# Saison 2015-2016 de la LHOu
Saison précédente Saison suivante
La saison 2015-2016 est la 50e saison de hockey sur glace de la Ligue de hockey de l'Ouest. La saison régulière débute le 24 septembre 2015 et se termine le 20 mars 2016. Les Wheat Kings de Brandon remportent la Coupe Ed Chynoweth en battant en finale les Thunderbirds de Seattle.

## Saison régulière

### Classement

#### Conférence de l'Est
| Clt   | Équipe                   | division | PJ | V  | D  | DP | DF | BP  | BC  | Pts |
| ----- | ------------------------ | -------- | -- | -- | -- | -- | -- | --- | --- | --- |
| +001, | Wheat Kings de Brandon   | Est      | 72 | 48 | 18 | 4  | 2  | 319 | 197 | 102 |
| +002, | Raiders de Prince Albert | Est      | 72 | 38 | 26 | 7  | 1  | 222 | 223 | 84  |
| +003, | Warriors de Moose Jaw    | Est      | 72 | 36 | 27 | 7  | 2  | 249 | 239 | 81  |
| +004, | Pats de Regina           | Est      | 72 | 36 | 28 | 3  | 5  | 243 | 253 | 80  |
| +005, | Broncos de Swift Current | Est      | 72 | 24 | 38 | 7  | 3  | 189 | 249 | 58  |
| +006, | Blades de Saskatoon      | Est      | 72 | 26 | 42 | 4  | 0  | 219 | 318 | 56  |

- Champion de Conférence
- Qualifié pour les séries éliminatoires

| Clt   | Équipe                   | division | PJ | V  | D  | DP | DF | BP  | BC  | Pts |
| ----- | ------------------------ | -------- | -- | -- | -- | -- | -- | --- | --- | --- |
| +001, | Hurricanes de Lethbridge | Centrale | 72 | 46 | 24 | 1  | 1  | 304 | 218 | 94  |
| +002, | Rebels de Red Deer       | Centrale | 72 | 45 | 24 | 1  | 2  | 260 | 205 | 93  |
| +003, | Hitmen de Calgary        | Centrale | 72 | 42 | 26 | 2  | 2  | 246 | 219 | 88  |
| +004, | Tigers de Medicine Hat   | Centrale | 72 | 30 | 37 | 3  | 2  | 223 | 287 | 65  |
| +005, | Oil Kings d'Edmonton     | Centrale | 72 | 29 | 36 | 6  | 1  | 197 | 238 | 65  |
| +006, | Ice de Kootenay          | Centrale | 72 | 12 | 53 | 6  | 1  | 155 | 320 | 31  |

- Meneur de sa division
- Qualifié pour les séries éliminatoires

Une rencontre supplémentaire est ajoutée au terme de la saison entre Edmonton et Medicine Hat en raison d'une égalité au classement final. Les Oil Kings d'Edmonton remportent le bris d'égalité par la marque de six à quatre et obtiennent le laissé-passé pour les séries éliminatoires, ils affrontent alors les Wheat Kings de Brandon, premier au classement générale, lors du premier tour.

#### Conférence de l'Ouest
| Clt   | Équipe                   | division | PJ | V  | D  | DP | DF | BP  | BC  | Pts |
| ----- | ------------------------ | -------- | -- | -- | -- | -- | -- | --- | --- | --- |
| +001, | Royals de Victoria       | B.C.     | 72 | 50 | 16 | 3  | 3  | 281 | 166 | 106 |
| +002, | Rockets de Kelowna       | B.C.     | 72 | 48 | 20 | 4  | 0  | 269 | 218 | 100 |
| +003, | Blazers de Kamloops      | B.C.     | 72 | 38 | 25 | 5  | 4  | 237 | 218 | 85  |
| +004, | Cougars de Prince George | B.C.     | 72 | 36 | 31 | 3  | 2  | 240 | 225 | 77  |
| +005, | Giants de Vancouver      | B.C.     | 72 | 23 | 40 | 5  | 4  | 199 | 273 | 55  |

- Champion de la ligue
- Qualifié pour les séries éliminatoires

| Clt   | Équipe                  | division | PJ | V  | D  | DP | DF | BP  | BC  | Pts |
| ----- | ----------------------- | -------- | -- | -- | -- | -- | -- | --- | --- | --- |
| +001, | Thunderbirds de Seattle | U.S.     | 72 | 45 | 23 | 4  | 0  | 228 | 186 | 94  |
| +002, | Silvertips d'Everett    | U.S.     | 72 | 38 | 26 | 5  | 3  | 182 | 172 | 84  |
| +003, | Winterhawks de Portland | U.S.     | 72 | 34 | 31 | 6  | 1  | 228 | 227 | 75  |
| +004, | Chiefs de Spokane       | U.S.     | 72 | 33 | 30 | 5  | 4  | 223 | 245 | 75  |
| +005, | Americans de Tri-City   | U.S.     | 72 | 35 | 34 | 2  | 1  | 236 | 253 | 73  |

- Meneur de sa division
- Qualifié pour les séries éliminatoires

### Meilleurs pointeurs
| Joueur         | Équipe                   | PJ | B  | A  | Pts | Pun |
| -------------- | ------------------------ | -- | -- | -- | --- | --- |
| Adam Brooks    | Pats de Regina           | 72 | 38 | 82 | 120 | 30  |
| Dryden Hunt    | Warriors de Moose Jaw    | 72 | 58 | 58 | 116 | 48  |
| Brayden Burke  | Hurricanes de Lethbridge | 72 | 27 | 82 | 109 | 44  |
| Jayce Hawryluk | Wheat Kings de Brandon   | 58 | 47 | 59 | 106 | 101 |
| Nolan Patrick  | Wheat Kings de Brandon   | 72 | 41 | 61 | 102 | 41  |
| Parker Bowles  | Americans de Tri-City    | 72 | 39 | 57 | 96  | 63  |
| Tyson Baillie  | Rockets de Kelowna       | 70 | 43 | 52 | 95  | 66  |
| Reid Gardiner  | Raiders de Prince Albert | 71 | 43 | 49 | 92  | 46  |
| Alex Forsberg  | Royals de Victoria       | 71 | 31 | 60 | 91  | 64  |
| Tyler Wong     | Hurricanes de Lethbridge | 72 | 43 | 46 | 89  | 42  |

### Meilleurs gardiens
| Joueur           | Équipe                                           | PJ | Min   | V  | D  | DP | DF | Bl | Moy  | %Arr |
| ---------------- | ------------------------------------------------ | -- | ----- | -- | -- | -- | -- | -- | ---- | ---- |
| Griffen Outhouse | Royals de Victoria                               | 27 | 1 487 | 18 | 3  | 3  | 1  | 4  | 1,82 | 93.7 |
| Carter Hart      | Silvertips d'Everett                             | 63 | 3 693 | 35 | 23 | 1  | 3  | 6  | 2,14 | 91.8 |
| Coleman Vollrath | Royals de Victoria                               | 51 | 2 854 | 32 | 13 | 0  | 2  | 1  | 2,40 | 91.2 |
| Landon Bow       | Broncos de Swift Current Thunderbirds de Seattle | 53 | 2 886 | 25 | 20 | 4  | 0  | 7  | 2,49 | 92.3 |
| Jackson Whistle  | Rockets de Kelowna                               | 27 | 1 559 | 19 | 6  | 2  | 0  | 2  | 2,54 | 92.0 |

## Séries éliminatoires de la Coupe Ed Chynoweth
Le vainqueur des séries remportent la Coupe Ed Chynoweth.
Seize équipes participent aux séries éliminatoires:
|  | Huitièmes de finale | Huitièmes de finale | Huitièmes de finale |   |               | Quarts de finale | Quarts de finale | Quarts de finale |  |   | Demi-finales | Demi-finales | Demi-finales |  |   | Finale  | Finale | Finale |
|  |                     |                     |                     |   |               |                  |                  |                  |  |   |              |              |              |  |   |         |        |        |
|  | 1                   | Victoria            | 4                   |   |               |                  |                  |                  |  |   |              |              |              |  |   |         |        |        |
|  | 16                  | Spokane             | 2                   |   |               |                  |                  |                  |  |   |              |              |              |  |   |         |        |        |
|  | 16                  | Spokane             | 2                   |   | 1             | Victoria         | 3                |                  |  |   |              |              |              |  |   |         |        |        |
|  |                     |                     |                     |   | 1             | Victoria         | 3                |                  |  |   |              |              |              |  |   |         |        |        |
|  |                     | 2                   | Kelowna             | 4 |               |                  |                  |                  |  |   |              |              |              |  |   |         |        |        |
|  | 2                   | 2                   | Kelowna             | 4 | Kelowna       | 4                |                  |                  |  |   |              |              |              |  |   |         |        |        |
|  | 2                   |                     |                     |   | Kelowna       | 4                |                  |                  |  |   |              |              |              |  |   |         |        |        |
|  | 15                  | Kamloops            | 3                   |   |               |                  |                  |                  |  |   |              |              |              |  |   |         |        |        |
|  | 15                  | Kamloops            | 3                   |   |               |                  |                  |                  |  | 2 | Kelowna      | 0            |              |  |   |         |        |        |
|  |                     |                     |                     |   |               |                  |                  |                  |  | 2 | Kelowna      | 0            |              |  |   |         |        |        |
|  |                     | 3                   | Seattle             | 4 |               |                  |                  |                  |  |   |              |              |              |  |   |         |        |        |
|  | 3                   | 3                   | Seattle             | 4 | Seattle       | 4                |                  |                  |  |   |              |              |              |  |   |         |        |        |
|  | 3                   |                     |                     |   | Seattle       | 4                |                  |                  |  |   |              |              |              |  |   |         |        |        |
|  | 14                  | Prince George       | 0                   |   |               |                  |                  |                  |  |   |              |              |              |  |   |         |        |        |
|  | 14                  | Prince George       | 0                   |   | 3             | Seattle          | 4                |                  |  |   |              |              |              |  |   |         |        |        |
|  |                     |                     |                     |   | 3             | Seattle          | 4                |                  |  |   |              |              |              |  |   |         |        |        |
|  |                     | 4                   | Everett             | 1 |               |                  |                  |                  |  |   |              |              |              |  |   |         |        |        |
|  | 4                   | 4                   | Everett             | 1 | Everett       | 4                |                  |                  |  |   |              |              |              |  |   |         |        |        |
|  | 4                   |                     |                     |   | Everett       | 4                |                  |                  |  |   |              |              |              |  |   |         |        |        |
|  | 13                  | Portland            | 0                   |   |               |                  |                  |                  |  |   |              |              |              |  |   |         |        |        |
|  | 13                  | Portland            | 0                   |   |               |                  |                  |                  |  |   |              |              |              |  | 3 | Seattle | 1      |        |
|  |                     |                     |                     |   |               |                  |                  |                  |  |   |              |              |              |  | 3 | Seattle | 1      |        |
|  |                     | 5                   | Brandon             | 4 |               |                  |                  |                  |  |   |              |              |              |  |   |         |        |        |
|  | 5                   | 5                   | Brandon             | 4 | Brandon       | 4                |                  |                  |  |   |              |              |              |  |   |         |        |        |
|  | 5                   |                     |                     |   | Brandon       | 4                |                  |                  |  |   |              |              |              |  |   |         |        |        |
|  | 12                  | Edmonton            | 2                   |   |               |                  |                  |                  |  |   |              |              |              |  |   |         |        |        |
|  | 12                  | Edmonton            | 2                   |   | 5             | Brandon          | 4                |                  |  |   |              |              |              |  |   |         |        |        |
|  |                     |                     |                     |   | 5             | Brandon          | 4                |                  |  |   |              |              |              |  |   |         |        |        |
|  |                     | 11                  | Moose Jaw           | 1 |               |                  |                  |                  |  |   |              |              |              |  |   |         |        |        |
|  | 6                   | 11                  | Moose Jaw           | 1 | Prince Albert | 1                |                  |                  |  |   |              |              |              |  |   |         |        |        |
|  | 6                   |                     |                     |   | Prince Albert | 1                |                  |                  |  |   |              |              |              |  |   |         |        |        |
|  | 11                  | Moose Jaw           | 4                   |   |               |                  |                  |                  |  |   |              |              |              |  |   |         |        |        |
|  | 11                  | Moose Jaw           | 4                   |   |               |                  |                  |                  |  | 5 | Brandon      | 4            |              |  |   |         |        |        |
|  |                     |                     |                     |   |               |                  |                  |                  |  | 5 | Brandon      | 4            |              |  |   |         |        |        |
|  |                     | 8                   | Red Deer            | 1 |               |                  |                  |                  |  |   |              |              |              |  |   |         |        |        |
|  | 7                   | 8                   | Red Deer            | 1 | Lethbridge    | 1                |                  |                  |  |   |              |              |              |  |   |         |        |        |
|  | 7                   |                     |                     |   | Lethbridge    | 1                |                  |                  |  |   |              |              |              |  |   |         |        |        |
|  | 10                  | Regina              | 4                   |   |               |                  |                  |                  |  |   |              |              |              |  |   |         |        |        |
|  | 10                  | Regina              | 4                   |   | 10            | Regina           | 3                |                  |  |   |              |              |              |  |   |         |        |        |
|  |                     |                     |                     |   | 10            | Regina           | 3                |                  |  |   |              |              |              |  |   |         |        |        |
|  |                     | 8                   | Red Deer            | 4 |               |                  |                  |                  |  |   |              |              |              |  |   |         |        |        |
|  | 8                   | 8                   | Red Deer            | 4 | Red Deer      | 4                |                  |                  |  |   |              |              |              |  |   |         |        |        |
|  | 8                   |                     |                     |   | Red Deer      | 4                |                  |                  |  |   |              |              |              |  |   |         |        |        |
|  | 9                   | Calgary             | 1                   |   |               |                  |                  |                  |  |   |              |              |              |  |   |         |        |        |

## Honneurs et trophées
- Trophée Scotty-Munro, remis au champion de la saison régulière : Royals de Victoria
- Trophée commémoratif des quatre Broncos, remis au meilleur joueur :  Dryden Hunt (Warriors de Moose Jaw)
- Trophée Daryl-K.-(Doc)-Seaman, remis au meilleur joueur étudiant :  Tanner Kaspick (Wheat Kings de Brandon)
- Trophée Bob-Clarke, remis au meilleur pointeur :  Adam Brooks (Pats de Regina)
- Trophée Brad-Hornung, remis au joueur ayant le meilleur esprit sportif :  Tyler Soy (Royals de Victoria)
- Trophée commémoratif Bill-Hunter, remis au meilleur défenseur :  Ivan Provorov (Wheat Kings de Brandon)
- Trophée Jim-Piggott, remis à la meilleure recrue : Matthew Phillips (Royals de Victoria)
- Trophée Del-Wilson, remis au meilleur gardien :  Carter Hart (Silvertips d'Everett)
- Trophée Dunc-McCallum, remis au meilleur entraîneur : Dave Lowry (Royals de Victoria)
- Trophée Lloyd-Saunders, remis au membre exécutif de l'année : Peter Anholt (Hurricanes de Lethbridge)
- Trophée Allen-Paradice, remis au meilleur arbitre : Chris Schlenker
- Trophée St. Clair Group, remis au meilleur membre des relations publique : Royals de Victoria
- Trophée Doug-Wickenheiser, remis au joueur ayant démontré la meilleure implication auprès de sa communauté : Tyler Wong (Hurricanes de Lethbridge)
- Trophée plus-moins de la WHL, remis au joueur ayant le meilleur ratio +/- : Ivan Provorov (Wheat Kings de Brandon)
- Trophée airBC, remis au meilleur joueur en série éliminatoire : Nolan Patrick (Wheat Kings de Brandon)
- Alumni Achievement Awards :

### Équipes d'étoiles
| Première équipe | Première équipe          | Position | Deuxième équipe | Deuxième équipe          |
| Joueur          | Équipe                   | Position | Joueur          | Équipe                   |
| --------------- | ------------------------ | -------- | --------------- | ------------------------ |
| Zach Sawchenko  | Warriors de Moose Jaw    | G        | Rylan Parenteau | Raiders de Prince Albert |
| Ivan Provorov   | Wheat Kings de Brandon   | D        | Jake Bean       | Hitmen de Calgary        |
| Andrew Nielsen  | Hurricanes de Lethbridge | D        | Travis Sanheim  | Hitmen de Calgary        |
| Dryden Hunt     | Warriors de Moose Jaw    | A        | Brayden Burke   | Hurricanes de Lethbridge |
| Brayden Point   | Warriors de Moose Jaw    | A        | Nolan Patrick   | Wheat Kings de Brandon   |
| Adam Brooks     | Pats de Regina           | A        | Jayce Hawryluk  | Wheat Kings de Brandon   |

| Première équipe | Première équipe         | Position | Deuxième équipe | Deuxième équipe          |
| Joueur          | Équipe                  | Position | Joueur          | Équipe                   |
| --------------- | ----------------------- | -------- | --------------- | ------------------------ |
| Carter Hart     | Silvertips d'Everett    | G        | Connor Ingram   | Blazers de Kamloops      |
| Joe Hicketts    | Royals de Victoria      | D        | Noah Juulsen    | Silvertips d'Everett     |
| Ethan Bear      | Thunderbirds de Seattle | D        | Jason Fram      | Chiefs de Spokane        |
| Tyson Baillie   | Rockets de Kelowna      | A        | Tyler Soy       | Royals de Victoria       |
| Mathew Barzal   | Thunderbirds de Seattle | A        | Chase Witala    | Cougars de Prince George |
| Parker Bowles   | Americans de Tri-City   | A        | Collin Shirley  | Blazers de Kamloops      |